# Jean-Marie Leclair
Jean-Marie Leclair (Lyon, 10 de mayo de 1697 - París, 22 de octubre de 1764) fue un violinista y compositor francés del Barroco. Se le considera el fundador de la escuela francesa de violín. 

## Biografía
Leclair abandona su Lyon natal para estudiar danza y violín en Turín, donde se convierte en discípulo de Giovanni Battista Somis, el cual a su vez fue alumno de Arcangelo Corelli, por lo cual se le conoce como "El Corelli de Francia". En  1716 se casa con Marie-Rose Casthanie, una bailarina que falleció en 1728. Ese mismo año se establece en París, donde tiene gran éxito como violinista y compositor. Actúa en el Concert Spirituel. En 1734 entra como violinista al servicio de Luis XV y su «Chapelle Royale». Sin embargo, diversas desavenencias en la corte le hacen abandonar.
En 1736 viaja a Holanda y entra en contacto con Pietro Locatelli, también discípulo de Corelli, de quien recibe lecciones. En 1743 se traslada a Madrid donde entra al servicio del Infante Don Felipe, gran apasionado de la música francesa, a quien dedica su segundo libro de conciertos. De vuelta en París, estrena en 1745 su única ópera Scylla et Glaucus.
Su muerte, ocurrida en 1764, el mismo año que Rameau, por asesinato, está rodeada de misterio. Leclair se había mudado poco antes a un barrio de París considerado inseguro. La noche anterior había estado jugando una partida de billar con un amigo. Por la mañana, el jardinero acudió como era habitual y le resultó extraño ver el sombrero de Leclair tirado en el jardín. Al entrar en la vivienda lo encontraron muerto por heridas de arma blanca, sobre un charco de sangre. El caso causó gran conmoción, pues Leclair era un músico muy conocido. La policía encontró tres sospechosos: el jardinero, su segunda mujer de la que se había separado y también un sobrino violinista, Guillaume-François Vial, con el que mantenía serias desavenencias. Nunca se averiguó la verdad.
Sus hermanos Jean-Marie Leclair el joven (1703–77), Pierre Leclair (1709–84) y Jean-Benoît también fueron músicos.

## Obra
Sus composiciones se interpretan y graban con regularidad. Lo más destacado de su obra son sus 4 libros de 12 sonatas para violín, 6 sonatas a trío y 12 conciertos para violín.
- Opus 1: Primer Libro de sonatas (1723)
  - Op. 1 n.º 1 – Sonata para violín en la menor
  - Op. 1 n.º 2 – Sonata para violín en do mayor
  - Op. 1 n.º 3 – Sonata para violín en si bemol mayor
  - Op. 1 n.º 4 – Sonata para violín en re mayor
  - Op. 1 n.º 5 – Sonata para violín en sol mayor
  - Op. 1 n.º 6 – Sonata para violín en mi menor
  - Op. 1 n.º 7 – Sonata para violín en fa mayor
  - Op. 1 n.º 8 – Sonata para violín en sol mayor
  - Op. 1 n.º 9 – Sonata para violín en la mayor
  - Op. 1 n.º 10 – Sonata para violín en re mayor
  - Op. 1 n.º 11 – Sonata para violín en si bemol mayor
  - Op. 1 n.º 12 – Sonata para violín en si menor

- Opus 2: Segundo Libro de sonatas (1728)
- Opus 3: Sonatas para dos violines sin bajo (1730)
- Opus 4: Seis sonatas a trío para dos violines y bajo continuo (1731-1732)
- Opus 5: Tercer Libro de sonatas (1734)
- Opus 6: Música para dos flautas o dos violines (1736)
- Opus 7: Seis conciertos para violín (1737)
- Opus 8: Música para dos flautas o dos violines (1737)
- Opus 9: Cuarto Libro de sonatas (1743)
- Opus 10: Seis conciertos para violín (1745)
- Opus 12: Segundo libro de sonatas para dos violines sin bajo (1747-1749)
- Opus 13: Tres oberturas y tres sonatas a trío para dos violines (1753)
- Opus 14: Trío para 2 violines y bajo continuo (1766)
- Opus 15: Sonata para violín y bajo continuo (1767)
- La ópera "Scylla y Glaucus" (1746)